# 吴玉奴
吴玉奴，生卒年不詳，南宋高宗妃嬪。

## 生平
吴玉奴是宋高宗第二任皇后吴氏的族人，绍兴十年（1140年）九月二十七日，为紫霞帔，绍兴十三年（1143年）六月九日，升为红霞帔，十九年十二月二十日，封新兴郡夫人。二十二年，进封才人。
绍兴二十八年（1158年）七月十四日，吴玉奴被宋高宗下诏逐出皇宫，任其再嫁。但到绍兴三十二年（1162年），她又重新被封为才人。